# Corticelli editore
Alberto Corticelli Editore è stata una piccola casa editrice italiana con sede a Milano, attiva dal 1922 al 1955.

## Storia
La casa editrice fu fondata da Alberto Corticelli - che aveva rilevato il magazzino della Quintieri e Potenza - si avvalse dagli anni Trenta della collaborazione di Rodolfo Morandi, che diresse le storiche collane. Esercitò anche l'attività di libraio in via Santa Tecla a Milano assieme al secondogenito, Cyril.
Si specializza nei libri illustrati per ragazzi e, in piccola misura, nella divulgazione scientifica, con taluni tentativi nel campo politico-economico. Ottenne un certo successo col libro di Alpheus Hyatt Verrill, Strani animali e le loro storie, destinato al pubblico adolescente, pubblicato durante la seconda guerra mondiale. Tra le sue pubblicazioni, celebri le traduzioni di Kipling e di altri autori stranieri.
Alberto Corticelli muore nel 1952, e la casa editrice e la libreria vengono vendute. L'attività fu rilevata nel 1954 da Ugo Mursia, che nel 1955 fuse le sue società nel marchio Ugo Mursia Editore. Il marchio Corticelli sopravvisse come collana editoriale per ragazzi all'interno delle edizioni Mursia, pubblicando testi classici e moderni, in veste elegante e sobria, e riccamente illustrati. La maggioranza di questi titoli erano edizioni integrali, mentre poche opere uscirono ridotte.